# Erzbistum Taiyüan

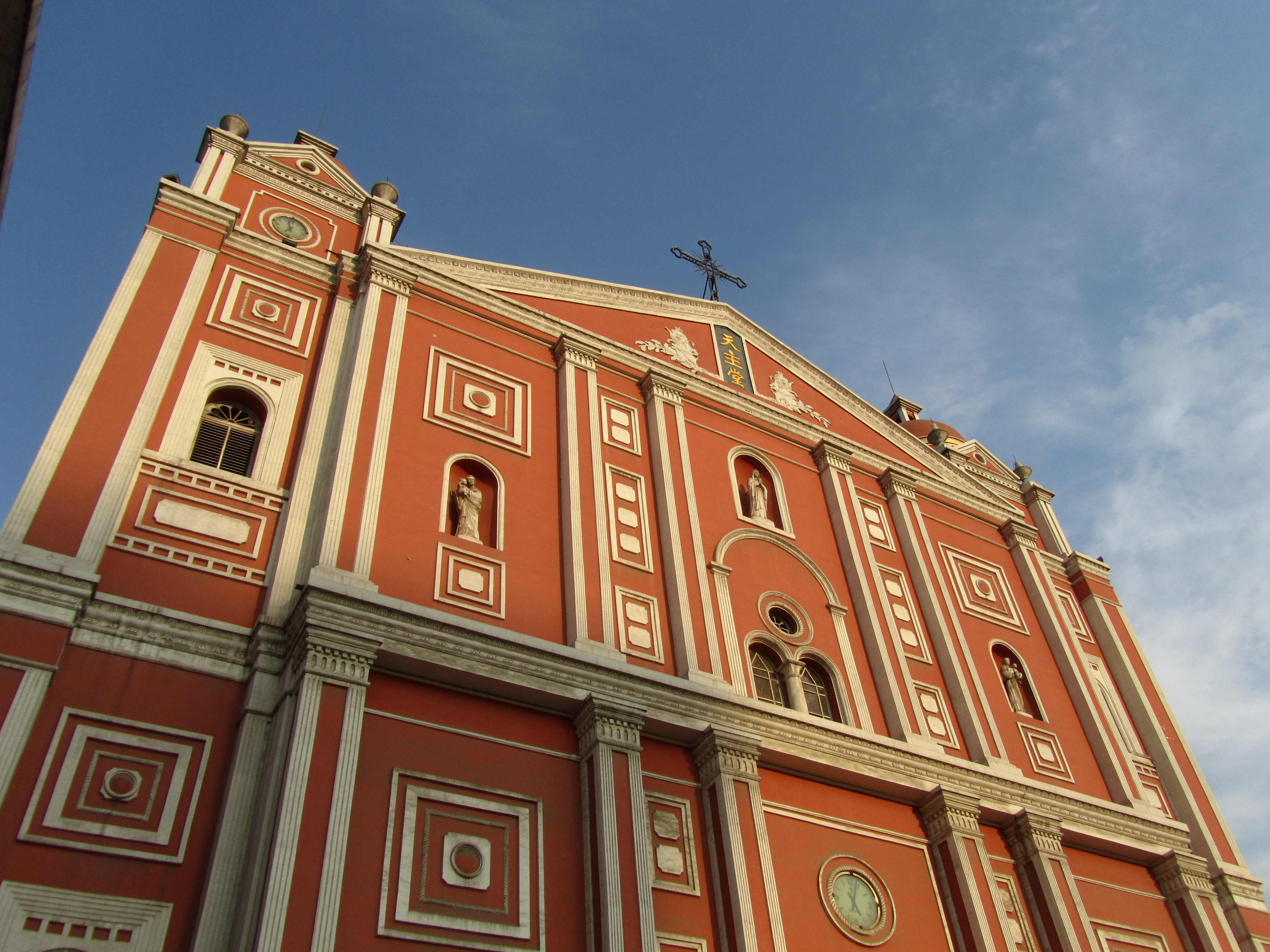
Teil der katholischen Kirche in Taiyuan.

Das Erzbistum Taiyüan (Taiyuan) (lateinisch Archidioecesis Taeiuenensis) ist eine in der Volksrepublik China gelegene Diözese der römisch-katholischen Kirche.
Unter Papst Leo XIII. wurde am 17. Juni 1890 das Apostolische Vikariat Shanxi in die Apostolischen Vikariate Südshanxi und Nordshanxi aufgeteilt. Unter Papst Pius XI. erfolgte 1924 die Umbenennung des Apostolischen Vikariats Nordshanxi zum Apostolischen Vikariat Taiyüanfu. Durch Papst Pius XII. erfolgte am 11. April 1946 die Erhebung vom Vikariat zum Erzbistum Taiyüan erhoben.
Dem Erzbistum sind die Suffragane Bistum Fenyang [Fenyang], Bistum Hungtung [Hongdong], Bistum Lu An [Changzhi], Bistum Shuozhou [Shuoxian], Bistum Tatung [Datong] und Bistum Yuci [Yütze] zugeordnet.

## Bischöfe
- Gregorio Grassi OFM, 1890–1891
- Givoanni Antonio Hofman OFM, 1891–1902
- Agapito Augusto Fiorentini OFM, 1902–1909
- Eugenio Massi OFM, 1910–1916, später Apostolischer Vikar von Zentral–Shensi
- Agapito Augusto Fiorentini OFM, 1916–1938
- Domenico Luca Capozi OFM, 1940–1983

Aufgrund der politischen Verhältnisse konnte das Erzbistum dem Rücktritt von Dominic Luke Capozi 1983, dem einzigen von der römisch-katholischen Kirche anerkannten Erzbischof, bis heute nicht mehr besetzt werden.
- Li De-hua (李德化) (1962–1971)
- Bonaventure Zhang Xin, O.F.M. (張信) (1981–1994)
- Sylvester Li Jian-tang (李建唐) (1994 – 2013)
- Paul Meng Ningyu (seit 2013 mit Zustimmung Pekings und seit dem 22. September 2018 mit Zustimmung von Papst Franziskus)